# ماریگو پوسیو
ماریگو پوسیو (انگلیسی: Marigo Posio ; زاده: ۲ فوریه ۱۸۸۲ - درگذشته: ۲۳ فوریه ۱۹۳۲) روزنامه‌نگار اهل آلبانی بود. وی یکی از برجسته‌ترین زنان آلبانیایی و یکی از فعالان جنبش بیداری و استقلال ملی آلبانی و تقویت وضعیت اجتماعی زنان آلبانی بود. او بیشتر به خاطر دوختن و گلدوزی پرچم برافراشته شده توسط اسماعیل کمالی در هنگام اعلام استقلال آلبانی در ولوره در تاریخ ۲۸ نوامبر ۱۹۱۲ در خاطره‌ها مانده‌است.
ماریگو دختر پاپ کوستا پوچی بود. بنا بر برخی از منابع رسمی آلبانیایی روستای هوشیفت را در نزدیکی کورچه محل تولد او می‌باشد. ماریگو به عنوان رهبر اولین سازمان زنان آلبانی شناخته می‌شود که با هدف کمک به سرباز زخمی که از جنگ مرزی با یونان می‌آمدند تشکیل شده بود. این سازمان در تاریخ ۱۳ مه ۱۹۱۴ تأسیس شد. در ۶ فوریه سال ۱۹۲۱، او خود مقاله «امید آلبانیایی» را منتشر کرد که با ۶ موضوع ادامه یافت.
ماریگو در سال ۱۹۳۲ در گمنامی و فراموش شده درگذشت و در قبرستان سلطنتی زورنک دفن شد.